# アジズ・サンジャル
アジズ・サンジャル（Aziz Sancar, 1946年9月8日 - ）は、トルコ・アメリカ国籍の生物学者である 
。専門は生化学と分子生物学で、特に哺乳類のDNA修復、細胞周期チェックポイント、体内時計を研究分野とする。ノースカロライナ大学チャペルヒル校教授。
ヌクレオチド除去修復の研究が評価され、「DNA修復機構の解明」により、トマス・リンダール、ポール・モドリッチと共に、2015年ノーベル化学賞を受賞した。
科学技術分野でのトルコ人初のノーベル賞受賞者である。
また、彼はアメリカでのトルコ人学生の支援と、トルコ文化をプロモーションする非営利団体「the Aziz and Gwen Sancar Foundation」の共同創設者である。

## 生い立ち
アジズ・サンジャルは、トルコ南東部マルディン県、サブル市で、中所得層の農家の8人兄弟の7番目として1946年9月8日誕生した。サンジャルは「（私の）両親は読み書き出来なかったが、教育の重要性を理解していた。子どもたちの教育の為に一生懸命努力していた」と語った。
初等教育をマルディンで終え、高校ではサッカークラブに所属し、ユース代表チーム候補に選ばれたこともあった。
1963年にイスタンブール大学医学部に入学し、1969年に卒業、サブルの診療所で働いた。その後米国ダラスへ移り、テキサス大学ダラス校で分子生物学博士を取得。エール大学でDNA修復、細胞学などの論文を執筆。その後細胞やガンに関連する415の論文を執筆、33冊の本を出版した。
自身と同じように生物化学教授で教師のグウェン・ボレス・サンジャルと結婚。妻と共に米国で勉強するトルコ人学生をサポートしトルコ・アメリカ関係を発展させる目的で、アジズ・グウェン・サンジャル基金を設立。ノースカロライナで、『Carolina Türk Evi（カロライナターキッシュハウス）』という名の学生寮を設立した。

## 経歴
- 1969年にイスタンブール大学で医学博士号を取得
- 1977年にテキサス大学ダラス校で分子生物学の博士号を取得[12]
- 1982年ノースカロライナ大学チャペルヒル校の生化学・生物物理学の准教授となり、1988年に教授となった。
- 2004年にアメリカ芸術科学アカデミー会員に選出された。
- 2005年に全米科学アカデミー会員に選出された。
- 2006年にトルコ科学アカデミー会員に選出された。

### 受賞歴と功績
- 米国政府基金　ヤング賞(1984年)
- 全米光生物学賞(1990年)
- 全米保健機関賞(1995年)
- トルコ科学技術研究機関賞(1997年)
- アメリカ芸術科学アカデミー会員(2004年)
- 全米科学アカデミー会員(2005年)
- トルコ科学アカデミー 会員(2006年)
- ベフビ・コチ賞(2007年)[13]
- ノーベル化学賞(2015年10月7日)